# Claudia Goldin
Claudia Goldin (n. 14 mai 1946, New York City, New York, SUA) este o economistă evreică-americană, profesoară la Universitatea Harvard. În 2023 i-a fost decernat Premiul Nobel pentru Științe Economice, „pentru că a făcut să avanseze înțelegerea noastră cu privire la rezultatele participării femeilor pe piața muncii”.

## Publicații selective
- Goldin, Claudia Dale. Understanding the Gender Gap: An Economic History of American Women. New York: Oxford University Press, 1990, ISBN: 978-0-19-505077-6.
- Goldin, Claudia Dale et al. Strategic Factors in Nineteenth Century American Economic History: A Volume to Honor Robert W. Fogel. Chicago: University of Chicago Press, 1992, ISBN: 978-0-226-30112-9.
- Goldin, Claudia Dale and Gary D. Libecap. Regulated Economy: A Historical Approach to Political Economy. Chicago: University of Chicago Press, 1994, ISBN: 978-0-226-30110-5.
- Bordo, Michael D., Claudia Dale Goldin, and Eugene Nelson White. The Defining Moment: The Great Depression and the American Economy in the Twentieth Century. Chicago: University of Chicago Press, 1998, ISBN: 978-0-226-06589-2.
- Glaeser, Edward L. and Claudia Dale Goldin. Corruption and Reform: Lessons from America's History. Chicago: University of Chicago Press, 2006, ISBN: 978-0-226-29957-0.
- Goldin, Claudia Dale and Lawrence F. Katz. The Race Between Education and Technology. Cambridge, Mass.: Belknap Press of Harvard University Press, 2008, ISBN: 978-0-674-02867-8.
- Goldin, Claudia and Lawrence F. Katz. Women Working Longer: Increased Employment at Older Ages. Chicago: University of Chicago Press, 2018. ISBN: 978-0-226-53250-9
- Goldin, Claudia. Career & Family: Women's Century-Long Journey toward Equity. Princeton, NJ. Princeton University Press, 2021. ISBN: 978-0-691-20178-8